# Biserica „Sfântul Gheorghe” din Cojușna
Biserica „Sf. Gheorghe” este o biserică amplasată în Cojușna, raionul Strășeni, Republica Moldova. Este un monument arhitectural de importanță națională inclus în Registrul monumentelor Republicii Moldova ocrotite de stat cu nr. 1367 (raionul Strășeni). Datează din 1855.